# Baltasar Champsaur Sicilia
Baltasar Champsaur Sicilia (Las Palmas de Gran Canaria 3 de noviembre de 1856 -1934) fue un escritor español. Sus padres fueron Joseph Balthazard Champsaur Borel, un marino francés, y Ana de los Ángeles Sicilia González, natural de Las Palmas. No se sabe con exactitud su fecha real de nacimiento, pues algunos de sus documentos oficiales la fechan el día 5 de diciembre de 1855. 

## Biografía
Baltasar Champsaur Sicilia nació en Las Palmas de Gran Canaria el 3 de noviembre de 1856 de padre francés y madre canaria lo que le proporcionó una educación bilingüe a la par que esmerada. Cursó los estudios primarios en Las Palmas y el bachillerato en el Instituto de La Laguna (Tenerife). Posteriormente realizó estudios universitarios de letras y ciencias en Montpellier y Barcelona. Superó las oposiciones para la cátedra de lengua francesa en el año 1885 cuando residía en Palma de Mallorca donde 2 años después sería designado director de la Escuela Libre, compaginando la docencia con la escritura y publicando artículos en revistas y prensa mallorquina.
En la isla de Mallorca entró en contacto con el Krausismo, que defendió -junto
con el laicismo- durante años en el campo educativo, al tiempo que iniciaba una estrecha colaboración con el movimiento obrero isleño, el cual lo llevó a posicionarse ideológicamente próximo al socialismo. De extraordinaria coherencia, Champsaur participó en algunas de las iniciativas culturales más interesantes de la Mallorca de finales del XIX y principios del XX,
al tiempo que puso en marcha la que fue, tal vez, su meta pedagógica más importante: la creación
del "Centro Instructivo Obrero de Palma".
Durante la primera estancia en Mallorca (1882/85 - 1897) es profesor de la Institución Mallorquina de Enseñanza (1885-86), trabajando con Alejandro Rosselló y Mateu Obrador. Es, además, colaborador habitual de "La Última Hora" y de las revistas "El Ateneo" y de la  "Revista literaria, artística y bibliográfica". 
Publica los libros Álbum de las cuevas de Artá y Manacor en 1885, Limosna en 1896 y Crestamatía francesa: Trozos recopilados en 1898, que contiene sus clases de francés. F
Durante la segunda estancia en Mallorca (1906-1911) da clases de francés como catedrático del Instituto de Palma y publica artículos en "El Obrero Balear" y "La Última Hora". Forma parte, junto con Manuel Cirer Arbona, José Monlau, Eusebio Estada y Alejandro Rosselló, de la Junta directiva del Ateneo elegida en 1888, en la segunda etapa de la institución. Imparte conferencias sobre temas políticos, sociales y culturales, que le permiten disfrutar en la isla de gran prestigio como persona e intelectual.
En estos años se hace socio de Cruz Roja y en diciembre de 1907 es elegido vicepresidente tercero de la Junta Directiva de la Comisión Provincial de Cruz Roja en Baleares. Mantiene el cargo hasta que en 1911 se va a Las Palmas, a donde traslada su domicilio y la cátedra en la que permanecerá hasta su retiro en el año 1924, año en el que recibe múltiples homenajes. 
Allí publica en 1923 "Por el ideal socialista", en 1930 el folleto "La escuela laica"  y en 1931 "La moral independiente" además de otros títulos. 
Baltasar Champsaur Sicilia puede ser considerado como el máximo teórico canario del laicismo y e neutralismo escolares.
En 1934 hace un viaje a Mallorca para saludar a los antiguos amigos y encontrar la distracción que necesita para llenar el vacío que le ha producido el fallecimiento de su esposa. Aprovecha la ocasión para escribir "Adelante", que se publica póstumamente en 1936. 
Siempre simultaneó la docencia con sus inquietudes políticas, dirigidas hacia el socialismo, y con una vocación literaria, como novelista y ensayista. Algunas de sus obras fueron traducidas al francés. 
Algunos datos biográficos señalan su gran interés por la teosofía. Y así entre sus obras se encuentra La filosofía esotérica de la India” publicada en 1911, que él mismo prologó y tradujo al francés.
Baltasar Champsaur fue un hombre bien considerado por los intelectuales de su tiempo y en palabras de Arturo Sarmiento en un artículo de la revista Castalia (1917)  “...le hemos leído con aplauso intenso como un verdadero acontecimiento espiritual”.
Murió en 1934 y en la Plaza de La Concordia de Las Palmas de Gran Canaria se erige un busto en su nombre.

## Obras
A lo largo de su vida, Champsaur publicó gran cantidad de artículos en revistas y publicaciones de variada temática, así como una veintena de libros. A continuación señalamos algunos de ellos:
- (1913). Nueva religiosidad: (la vida como esfuerzo indefinido). Santa Cruz de Tenerife: Imp. de sucesor de M. Curbelo
- (1914). Mi muerta. La Laguna: Tip. de Suc. de M. Curbelo
- (1916). Hacia la cultura europea. San Cristóbal de La Laguna: [s.n.](Imp. de sucesor de M. Curbelo)
- (1923). Por el ideal socialista. La Laguna: Imprenta de Suc. de M. Curbelo
- (1928). Humanización del arte. Las Palmas de Gran Canaria: Imprenta Miranda
- (1928). Transformismo. Las Palmas de Gran Canaria: Imprenta Miranda
- (1929). Anotaciones. Las Palmas de gran Canaria: Tip. Miranda
- (1929). Mi playa. Las Palmas de Gran Canaria: Imprenta Miranda
- (1930). Dos mentalidades. Las Palmas de Gran Canaria: [s.n.]
- (1930). La escuela laica. Las Palmas de Gran Canaria: Tip. High Life
- (1931). La moral independiente. Las Palmas de Gran Canaria: Tip. High Life
- (1932). Religión filosófica. Las Palmas de Gran Canaria: Tip. La Provincia